# 천정천

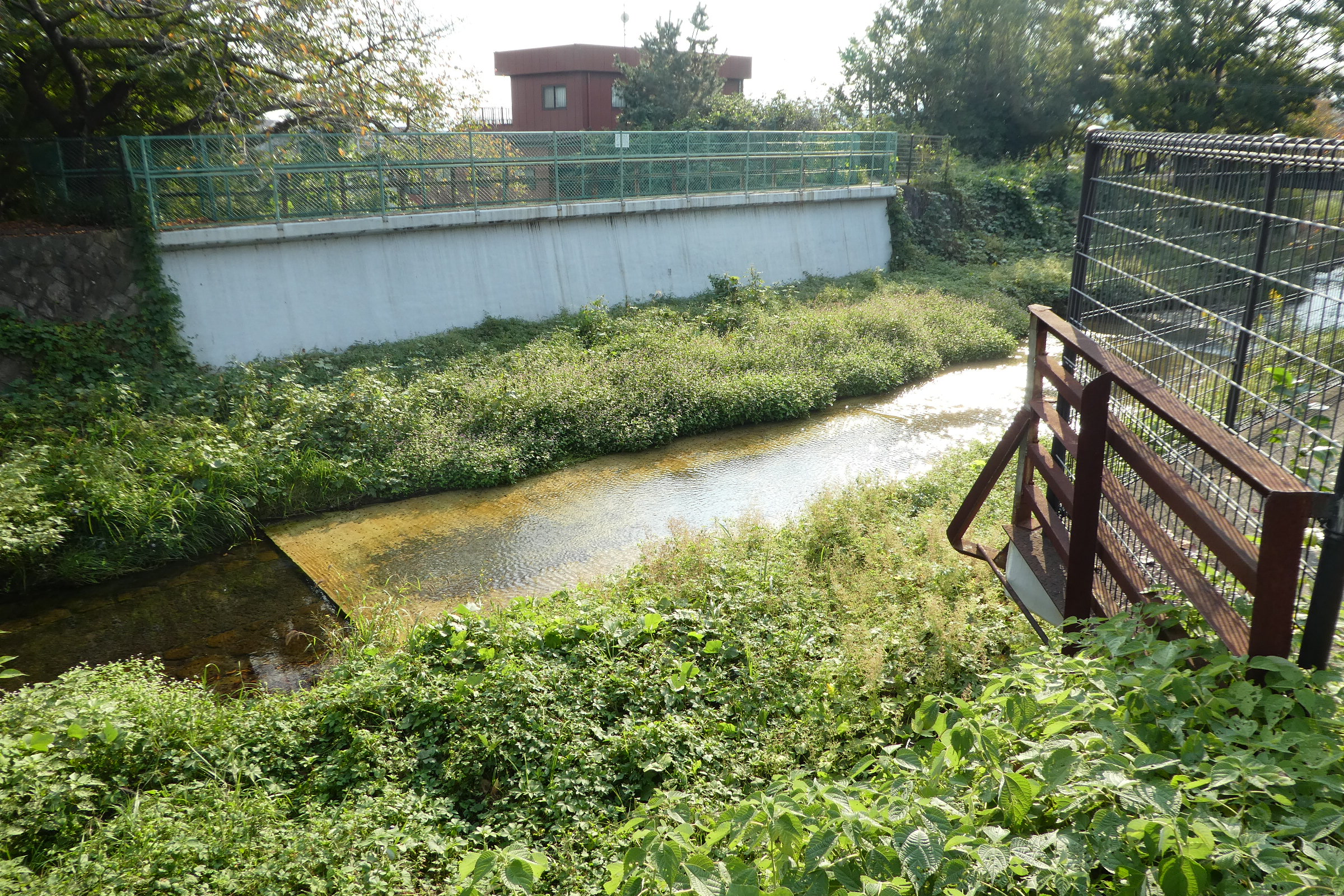
일본 교토부 JR 나라선 철길 위를 지나는 하천

천정천(天井川)은 강바닥이 주위보다 높은 강을 말한다. 산지를 흐르던 강이 경사가 완만한 평야로 나오면, 강물에 흘러내려오던 흙·모래 등은 하류에 이르지 못하고 바닥에 쌓여 평지면보다 높아진다. 이와 같은 강은 홍수 때 쉽게 넘치므로 양쪽에 인공적으로 제방을 쌓는데, 강물은 바깥으로 넘칠 수 없기 때문에 강바닥은 더욱 높아져 결국 강바닥이 주위보다 높아지는 천정천이 된다. 천정천은 일반적으로 산지에서 평지로 흘러내리는 매우 작은 하천에 부분적으로 나타난다. 또한 강바닥이 주위보다 높기 때문에 가물 때에는 대개 물이 흐르지 않는다.

## 참고 자료
- 이 문서에는 다음커뮤니케이션(현 카카오)에서 GFDL 또는 CC-SA 라이선스로 배포한 글로벌 세계대백과사전의 〈천정천〉 항목을 기초로 작성된 글이 포함되어 있습니다.